# Tuluza
Tuluza (fr. Toulouse, wymowaⓘ; oksyt. Tolosa) – miasto w południowej Francji, stolica regionu Oksytania i departamentu Górna Garonna. Jest czwartym co do wielkości miastem w kraju, po Paryżu, Marsylii i Lyonie. Miasto w granicach administracyjnych gminy liczy 509 200 mieszkańców, natomiast jednostka miejska Tuluza liczy 1 047 829 mieszkańców.
Historycznie, położona w krainie Langwedocja, na obszarze rozległej Oksytanii. W latach 418–507 była stolicą Królestwa Wizygotów, natomiast w latach 778–1271 była stolicą Hrabstwa Tuluzy. Tuluza leży nad rzeką Garonną, 150 km na zachód od Morza Śródziemnego, 230 km na wschód od Oceanu Atlantyckiego, kilkadziesiąt kilometrów na północ od Pirenejów oraz kilkadziesiąt kilometrów na południowy-zachód od Masywu Centralnego. Jest dużym węzłem komunikacyjnym z międzynarodowym portem lotniczym, który obsłużył w 2017 roku 9,3 miliona pasażerów, rozbudowaną siecią autostrad i linii kolejowych. Ponadto, w mieście funkcjonują dwie linie metra. Stanowi również ważny ośrodek akademicki. Obok Paryża i Lyonu zaliczana jest do miast o największej liczbie studentów. Stanowi siedzibę trzech siostrzanych uniwersytetów: Uniwersytet Tuluza I - Capitole, Uniwersytet Toulouse II – Le Mirail oraz Uniwersytet Tuluza III - Paul Sabatier. Główny europejski ośrodek przemysłu lotniczego i kosmicznego (Aerospace Valley). Znajduje się tutaj Centrum Kosmiczne w Tuluzie oraz siedziba koncernu lotniczego Airbus. W rankingu Mercer dotyczącego jakości życia, Tuluza w 2023 roku uplasowała się na 33. miejscu na świecie, zaraz po Paryżu, 12 miejsc przed Londynem, 51 miejsc przed Warszawą.
Bazylika św. Saturnina w Tuluzie jest wpisana na Listę Światowego Dziedzictwa UNESCO pod punktem Szlaki pielgrzymkowe do Santiago de Compostela. Na liście UNESCO znajduje się również Kanał Południowy, kanał wodny łączący Tuluzę z Morzem Śródziemnym. Miasto zostało wybrane przez UNESCO na 
Światową Stolicę Muzyki 2023.

## Gospodarka
Miasto ma długą historię związaną z lotnictwem. W latach 1888-1890 roku opracowano pod kierownictwem inż. Clémenta Adera jeden w pierwszych samolotów w historii – Ader Eole. Wraz z wybuchem pierwszej wojny światowej działalność lotnicza została przeniesiona do Tuluzy, ponieważ miasto było uważane za wystarczająco daleko od linii frontu. W fabryce Sud Aviation w Tuluzie w latach '70 XX wieku produkowano naddźwiękowe samoloty pasażerskie Concorde. Dzisiaj Tuluza to główny ośrodek przemysłu lotniczego i kosmicznego Francji oraz Europy (Aerospace Valley), siedziba koncernu lotniczego Airbus oraz szeregu mniejszych przedsiębiorstw lotniczych np. ATR, Best Off (awionetki), Delair (drony), Airborne Concept (drony), Donecle (drony), Mecachrome, Latécoère, Stelia Aerospace. Jeden z ośrodków Thales Alenia Space oraz Liebherr Aerospace. Znajduje się tutaj Centrum Kosmiczne w Tuluzie, jak również jedna z kilku na świecie stacji naziemnych CNES - Issus Aussaguel służących do komunikacji ze pojazdami kosmicznymi i satelitami. Znajduje się tutaj siedziba Globalstar Europe, firmy odpowiedzialnej za obsługę 25 satelitów oraz Spot Image, operatora satelitów SPOT. W Tuluzie montuje się część europejskich sond kosmicznych np. Jupiter Icy Moon Explorer. Znajduje się tu również IRAP (Instytut Badań Astrofizyki i Planetologii), Institut supérieur de l’aéronautique et de l’espace (Wyższy Instytut Aeronautyki i Kosmosu), Institut polytechnique des sciences avancées (Politechniczny Instytut Nauk Zaawansowanych), LAAS (Laboratorium Analizy Architektury Systemów) oraz École nationale de l’aviation civile (Państwowa Szkoła Lotnictwa Cywilnego). Obecnie budowany jest cały kompleks lotniczo-kosmiczny Toulouse Aerospace o powierzchni 40 hektarów.
Ponadto w mieście rozwinięty jest przemysł elektrotechniczny, elektroniczny, chemiczny, odzieżowy i spożywczy. W mieście i na przedmieściach znajduje się tu m.in. przedsiębiorstwo obróbki aluminium Technal, przedsiębiorstwa komputerowe OpenCube Technologies i Eurécia, Nexeya (elektronika dla przemysłu kosmicznego), Chavanne (pianina), Étienne Lacroix (pirotechnika), Micropep Technologies, Naïo Technologies (robotyka rolnicza), Safran Electrical & Power (systemy elektryczne dla sektora lotniczego, kosmicznego i obronnego).
W mieście znajduje się niewielka dzielnica biznesowa Compans-Caffarelli.
W rankingu Mercer dotyczącego jakości życia, Tuluza w 2023 roku uplasowała się na 33. miejscu na świecie, zaraz po Paryżu, 12 miejsc przed Londynem, 51 miejsc przed Warszawą.

## Transport

### Transport drogowy
Miasto jest otoczone przez autostradową Obwodnicę Tuluzy (Périphérique de Toulouse), która łączy się z szeregiem autostrad:
- Autostrada A61 w kierunku wschodnim, do Narbonne i Morza Śródziemnego (w ciągu trasy europejskiej E80)
- Autostrada A62 w kierunku północno-zachodnim, do Bordeaux (w ciągu tras europejskich E9 oraz E72)
- Autostrada A64(inne języki) w kierunku południowym, w stronę Saint-Girons i Bagnères-de-Luchon w Pirenejach, później zachodnim - do Bayonne, Oceanu Atlantyckiego i granicy z Hiszpanią (w ciągu trasy europejskiej E80)
- Autostrada A68(inne języki) w kierunku wschodnim, do Albi
- Autostrada A621(inne języki) w kierunku zachodnim, do portu lotniczego Tuluza-Blagnac
- Autostrada A624(inne języki) / N124 w kierunku zachodnim, do Saint-Geours-de-Maremne i Oceanu Atlantyckiego

### Transport kolejowy
Głównym dworcem kolejowym jest Gare de Toulouse-Matabiau. Obsługuje on kolej wysokich prędkości TGV inOui na trasie Tuluza - Bordeaux - Paryż, choć prędkości 300 km /h osiąga dopiero od Bordeaux. W budowie jest linia dużych prędkości LGV Bordeaux - Tuluza. Funkcjonują tutaj również tanie linie kolejowe Ouigo do Paryża i system kolei regionalnej TER Occitanie.
Innymi stacjami kolejowymi są: Gare de Toulouse-Saint-Agne, Gare de Toulouse-Montaudran, Gare de Route-de-Launaguet, Gare de Toulouse-Lalande-Église, Gare du TOEC, Gare de Toulouse-Saint-Cyprien-Arènes, Gare de Lardennes, Gare de Saint-Martin-du-Touch, Gare des Ramassiers.

### Transport morski
W mieście funkcjonują dwa małe rzeczne porty: Port de l'Embouchure połączony Kanałem Południowym z Morzem Śródziemnym oraz Port Saint-Sauveur.

### Transport lotniczy
Miasto obsługiwane jest przez międzynarodowy port lotniczy Tuluza-Blagnac, który obsłużył w 2017 roku 9,3 miliona pasażerów i obsługuje loty do Polski (Kraków-Balice).

### Komunikacja miejska
Komunikacja miejska obejmuje autobusy (miejskie oraz częściowo regionalne liO), metro w Tuluzie oraz tramwaje w Tuluzie. Operatorem ich jest Tisséo. Dodatkowo część połączeń regionalnych TER Occitanie funkcjonuje jako kolej aglomeracyjna.
W 2007 roku wprowadzono publiczny system wypożyczania rowerów o nazwie V'l'Toulouse.
Działa tutaj również miejska kolej linowa Téléphérique de Toulouse (Téléo).

## Geografia

### Położenie
Historycznie, położona w krainie Langwedocja, na obszarze rozległej Oksytanii. Tuluza leży nad rzeką Garonną, 150 km na zachód od Morza Śródziemnego, 230 km na wschód od Oceanu Atlantyckiego, kilkadziesiąt kilometrów na północ od Pirenejów oraz kilkadziesiąt kilometrów na południowy-zachód od Masywu Centralnego.

### Klimat
| Miesiąc | Sty  | Lut  | Mar  | Kwi  | Maj  | Cze  | Lip  | Sie  | Wrz  | Paź  | Lis  | Gru  | Roczna |
| --- | ---- | ---- | ---- | ---- | ---- | ---- | ---- | ---- | ---- | ---- | ---- | ---- | ------ |
| Średnie temperatury w dzień [°C]                                                                                        | 9,7  | 11,2 | 15,0 | 17,6 | 21,4 | 25,7 | 28,2 | 28,5 | 24,8 | 19,7 | 13,5 | 10,4 | 18,8   |
| Średnie dobowe temperatury [°C]                                                                                         | 6,3  | 7,1  | 10,3 | 12,7 | 16,4 | 20,3 | 22,6 | 22,8 | 19,3 | 15,3 | 9,9  | 7,0  | 14,2   |
| Średnie temperatury w nocy [°C]                                                                                         | 2,9  | 3,1  | 5,5  | 7,9  | 11,4 | 15,0 | 17,0 | 17,1 | 13,9 | 10,9 | 6,3  | 3,6  | 9,6    |
| Opady [mm] | 52,5 | 37,2 | 45,3 | 65,2 | 73,6 | 64,2 | 40,1 | 44,6 | 45,7 | 54,3 | 55,0 | 49,3 | 627    |
| Średnia liczba dni deszczowych                                                                                          | 9,2  | 7,8  | 8,2  | 9,3  | 9,9  | 7,1  | 5,7  | 5,9  | 6,6  | 7,5  | 10,0 | 8,7  | 96     |
| Średnie usłonecznienie [h]                                                                                              | 89   | 118  | 175  | 189  | 212  | 232  | 259  | 246  | 210  | 155  | 100  | 90   | 2075   |
| Źródło: Météo-France (liczba dni z opadami dla wartości 1 mm, 1991–2020, wysokość 151 m n.p.m., 7 km od centrum miasta) |      |      |      |      |      |      |      |      |      |      |      |      |        |

## Historia
W starożytności zostało założone przez Rzymian miasto Tolosa, które później (w V wieku) było stolicą państwa Wizygotów. W 507 roku została zdobyta przez Franków. Od IX wieku była stolicą hrabstwa Tuluza. W 1227 roku powstały statuty regulujące sukiennictwo. W średniowiecznej Tuluzie odbywały się od Wielkiego postu do początków grudnia popularne jarmarki. 7 maja 1463 roku miasto zostało doszczętnie zniszczone w pożarze.

## Architektura
Tuluza zwana jest różowym miastem (la ville rose) z powodu charakterystycznej lekko różowej cegły widocznej na elewacjach wielu budynków miasta.

## Zabytki i atrakcje turystyczne
- Kościół pielgrzymkowy St-Sernin (budowany od 1080[12] roku do XII wieku) wybudowany według „reguły kluniackiej”. Ważny przystanek na popularnej w średniowieczu drodze pielgrzymkowej do Santiago de Compostela
- Katedra Saint-Étienne
- Kaplica szpitalna Saint-Joseph
- Klasztor des Jacobins
- Kościół Notre-Dame du Taur
- Kapitol
- Rue d'Alsace-Lorraine(inne języki), deptak w centrum miasta
- Rue Saint-Rome(inne języki), deptak w centrum miasta

## Kultura
- Aeroscopia, muzeum lotnictwa

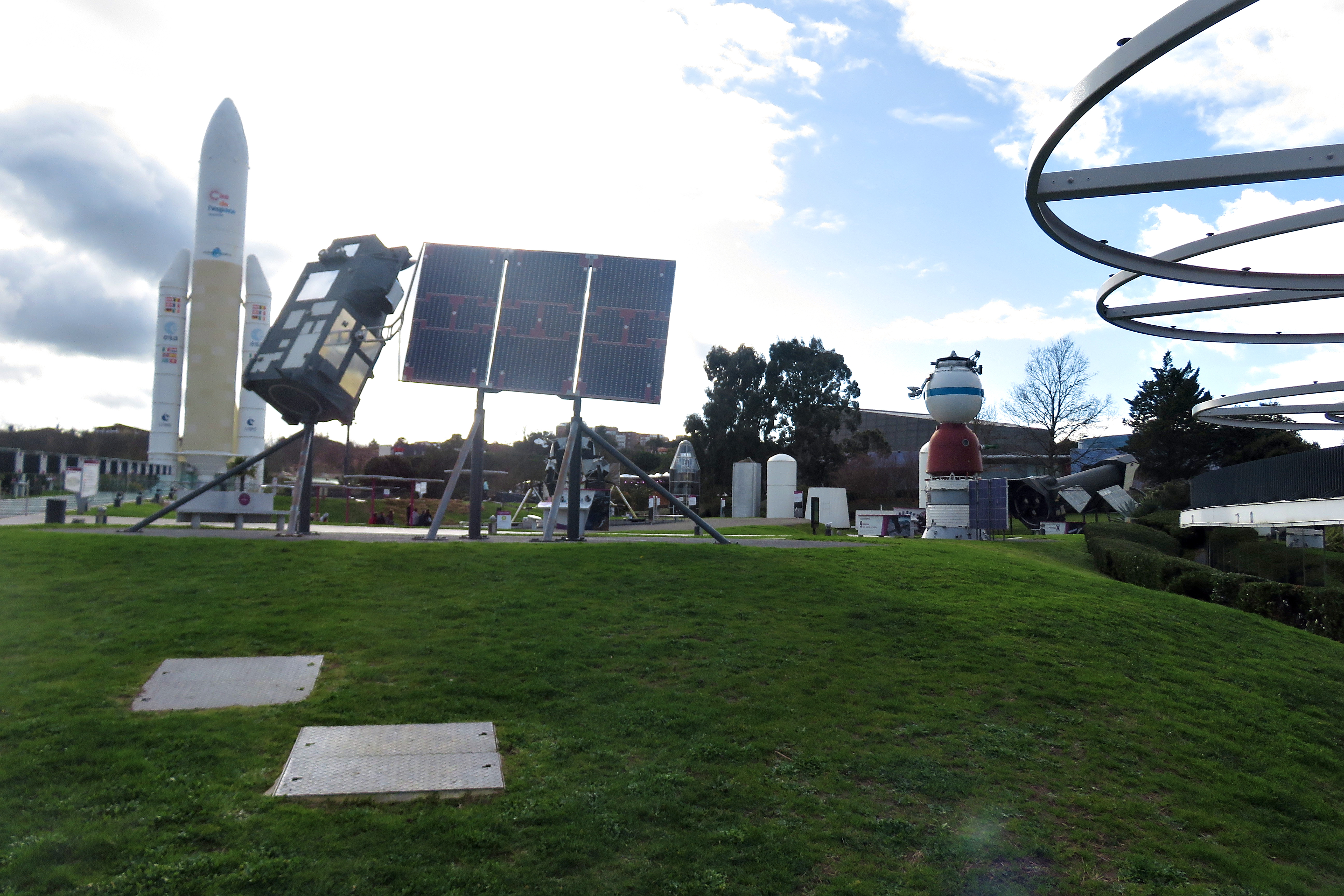
Cité de l’espace, muzeum kosmiczne

- L’Envol des pionniers, muzeum lotnictwa
- Cité de l’espace, muzeum kosmiczne
- Les Abattoirs, muzeum sztuki współczesnej
- Obserwatorium astronomiczne w Tuluzie(inne języki)
- Airexpo, pokazy lotnicze

## Edukacja
- Uniwersytet w Tuluzie
  - Uniwersytet Tuluza I – Capitole
  - Uniwersytet Tuluza II – Le Mirail
  - Uniwersytet Tuluza III - Paul Sabatier
- École nationale de l’aviation civile
- Institut polytechnique des sciences avancées
- Institut supérieur de l’aéronautique et de l’espace
- Institut national des sciences appliquées de Toulouse
- Institut national polytechnique de Toulouse(inne języki)
- Toulouse Business School
- Toulouse School of Economics(inne języki)
- ENSEEIHT(inne języki)
- Université fédérale de Toulouse Midi-Pyrénées(inne języki)
- Toulouse Tech(inne języki)
- École Nationale Supérieure des Ingénieurs en Arts Chimiques et Technologiques(inne języki)
- École nationale d'ingénieurs de Tarbes(inne języki)

## Sport

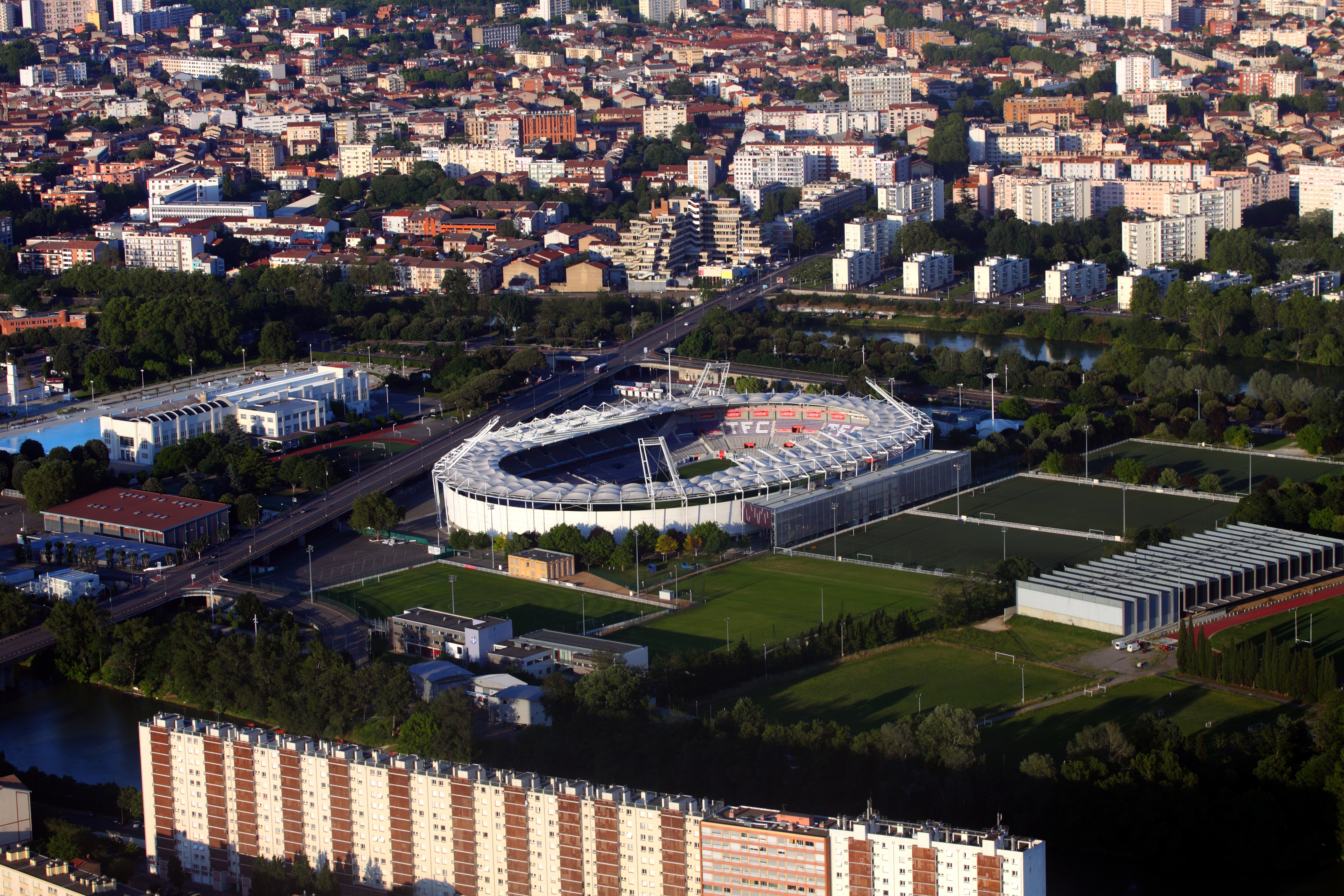
Stadium de Toulouse oraz budynek basenu Piscine municipale Alfred-Nakache (po lewej stronie)

### Kluby sportowe
- Toulouse FC – klub piłkarski występujący we francuskiej ekstraklasie, jednokrotny zdobywca Puchar Francji
- Stade Toulousain – klub rugby (rugby union), 23-krotny Mistrz Francji, 6-krotny Mistrz Europy
- Toulouse Olympique(inne języki) – klub rugby (rugby league), 6-krotny Mistrz Francji
- Fenix Toulouse Handball – klub piłki ręcznej, jednokrotny zdobywca Puchar Francji
- Spacer’s de Toulouse – klub siatkarski
- Toulouse Métropole Basket(inne języki) – klub koszykarski kobiet

### Obiekty sportowe
- Stadium de Toulouse, stadion o pojemności 33 150 widzów
- Stade Ernest-Wallon(inne języki), stadion o pojemności 19 000 widzów
- Palais des sports André-Brouat(inne języki), hala sportowa o pojemności 4397 widzów
- Complexe Léo-Lagrange de Toulouse(inne języki), kompleks sportowy wraz z basenami publicznymi
- Piscine municipale Alfred-Nakache(inne języki), basen publiczny
- Hippodrome de la Cépière(inne języki), stadion do wyścigów konnych
- Golf de la Ramée(inne języki), pole golfowe

### Imprezy sportowe
Odbyły się tutaj imprezy sportowe o znaczeniu międzynarodowym, m.in.: Mistrzostwa Europy w Piłce Siatkowej Mężczyzn 1979, Mistrzostwa Świata w Squashu 1986, 1990, Mistrzostwa Świata U-19 w Rugby Union Mężczyzn 1991, Mistrzostwa świata U-17 w koszykówce kobiet 2010, Mistrzostwa świata w hokeju in-line 2014, IWBF Champions League (Mistrzostwa Europy w koszykówce na wózkach) 2012, 2014, 2017, Światowe kwalifikacje do IO 2020 we wspinaczce sportowej, France Women’s Sevens 2022.
Jedna z aren m.in.: Mistrzostw Świata w Piłce Nożnej 1938 oraz Mistrzostw Świata w Piłce Nożnej 1998, Mistrzostw Świata B w Piłce Ręcznej Mężczyzn 1981, Pucharu Świata w Rugby 2007, Mistrzostw Europy w Piłce Nożnej 2016.
Odbywały się tutaj turnieje tenisowe: Grand Prix de Tennis de Toulouse w latach 1982–2000 i Masters France 2008, 2009 oraz turniej golfowy Open international de Toulouse w latach 2003-2012.
Przez Tuluzę 28 razy przebiegała trasa wyścigu kolarskiego Tour de France.
Co roku odbywa się tu maraton Marathon de Toulouse Métropole z 24 303 uczestnikami.

## Miasta partnerskie
- Atlanta (USA)
- Bolonia (Włochy)
- Buenos Aires (Argentyna)
- Bydgoszcz (Polska)
- Chongqing (Chiny)
- Elx (Hiszpania)
- Kijów (Ukraina)
- Tel Awiw-Jafa (Izrael)